# José Luis López Cerrón
Pour les articles homonymes, voir José Luis López et López.
José Luis López Cerrón (né le 15 juin 1956 à Valladolid) est un coureur cycliste espagnol. Professionnel de 1979 à 1984, il a notamment remporté une étape du Tour d'Espagne. Depuis décembre 2012, il est le président de la Fédération royale espagnole de cyclisme.

## Palmarès
- 1975
  - 3e étape du Tour de Malaga
- 1979
  - 3e étape du Tour de Catalogne
- 1980
  - 2e étape du Tour de Catalogne
- 1981
  - Klasika Primavera
  - 14e étape du Tour d'Espagne
  - 1re étape du Tour des Asturies (contre-la-montre par équipes)
  - 3e du Tour de Cantabrie
- 1982
  - 2e du Circuit de Getxo
  - 2e du Tour de Castille

## Résultats sur les grands tours

### Tour d'Espagne
6 participations
- 1979 : 68e
- 1980 : 63e
- 1981 : 23e, vainqueur de la 14e étape
- 1982 : abandon
- 1983 : abandon
- 1984 : 65e

### Tour d'Italie
4 participations
- 1980 : 50e
- 1981 : 93e
- 1983 : 116e
- 1984 : 136e